# Pachetul anti-sărăcie
Pachetul național anti-sărăcie este o initiativă a Guvernului României care țintește toate categoriile de vârstă, dar se concentrează mai ales pe măsuri pentru copii, plecând de la modele de bună practică deja funcționale, probate de organizații neguvernamentale.
Pachetul, cuprinde 47 de măsuri anti-sărăcie.

## Principalele obiective
Un obiectiv este cresterea ratei de ocupare a populatiei cu varste intre 20 si 64 de ani la 70%. In 2014 era de 65,7%. Un alt obiecitv este cresterea investitiilor in cercetare si dezvoltare la 2%. Pachetul mai prevede reducerea ratei parasirii timpurii a scolii la 11,3 in 2020. In 2014, rata parasirii tipurii a scolii era de 18,1%. Tot la capitolul obiective se afla si cresterea la 26,7% a ratei populatiei cu vasta de 30-34 de ani absolventa a unei forme de educatie tertiara. Guvernul isi mai propune ca pana in 2020 numarul persoanelor aflate in risc de saracie sa scada cu cel putin 580.000 de persoane.
Masurile sunt stabilite in functie de vasta. In cazul nou-nascutilor, un obiectiv este ca niciun copil sa nu ramana fara identitate. In privinta celor cu varsta de pana in 3 ani, trebuie asigurate crese comunitare in comunitatile urbane si plata unor ingrijitori in mediul rural. De asemenea, trebuie dezvoltat programul national "caravane medicale la sate". In cazul prescolarilor, va fi monitorizata aplicarea programului "fiecare copil la gradinita" si vor fi asigurate rechizite si haine pentru copiii care primesc tichete sociale.
Pentru elevi, sunt prevazute mai multe programe: "Scoala-motor de incluziune in zonele defavorizate", "Scoala dupa scoala", "A doua sansa", granturi pentru scoli defavorizate, "Teach for Romania", scoli accesibile copiilor, dar si prevenirea abandonului scolar prin sport. Pentru tinerii cu varste intre 16 si 24 de ani, vor fi dezvoltate sau extinse, de asemenea, mai multe programe: Programul national integrat pentru tinerii care nu au loc de munca/formare profesionala (NEETS), revigorarea invatamantului profesional si tehnic si insertia socio-profesionala a tinerilor din sistemul de protectie speciala.
Pentru persoanele cu varste intre 24 si 65 de ani sunt planificate masuri active de ocupare, antreprenoriat rural, antreprenoriat urban si antreprenoriat social. Pentru cei care depasesc 65 de ani, sunt avute in vedere o serie de masuri precum implementarea strategiei nationale pentru promovarea imbatranirii active. Dar vor fi si programe ca "bunicii comunitatii", prin care varstnicii sa fie implicati in ingrijirea copiilor. Vor fi infiintate centre comunitare multi-functionale si dezvoltate programe de ingrijire la domiciliu si pentru reducerea traumei sociale si de familie provocate e patologia asociata varstei a treia.
Pachetul anti-saracie cuprinde si o serie de masuri pentru familie: granturi pentru imbunatarirea locuintelor, pachete de stimulare pentru zilier, prevenirea separarii copilului de familie etc. Mai este avut in vedere si un program national dupa modelul "prima lumina" care prevede instalarea de panouri fotovoltaice in satele izolate.

## Femeile din România afectate de sărăcie
Romania este printre statele în care procentul femeilor angajate este relativ scazut, adica de 59,5 %. Procente de ocupare mai scazute decat in Romania s-au mai inregistrat in cazul femeilor din Italia (51,4%), Grecia (53,9%), Spania (57,3%) si Ungaria (57,6%).
În Romania erau acum doi ani 105,4 femei la suta de barbati, respectiv 147 de femei la suta de barbati in cazul categoriei de varsta de peste 65 de ani. In UE sunt, in total, 257 de milioane de femei si 245 de milioane de barbati, respectiv 104,8 femei la 100 de barbati. In tarile baltice numarul femeilor este aproximativ de doua ori mai mare comparativ cu cel al barbatilor.
Amânarea cu 5,5 ani, în medie, a căsătoriei în ultimii 35 de ani reprezintă o schimbare care are la origini mai multe motive, pornind de la dorința femeilor de a-și dezvolta o carieră până la nesiguranța dată de nivelul scăzut de trai al tinerilor, explică specialiștii. 
„Există o tendință de amânare a căsătoriei, însă aceasta pornește de la condițiile scăzute de viață. Tinerii au nevoie de casă și de alte lucruri, nu mai suntem în vremea comunismului, când fiecare primea casă atunci când se căsătorea. Astăzi tinerii cu cât trăiesc mai sărac, cu atât mai mult au tendința de a amâna căsătoria
Vârsta medie la prima căsătorie a unui bărbat din mediul urban este de 32,9 ani, iar a unuia din mediul rural este de 31,2 ani
- Vârsta medie a femeii la prima căsătorie este de 29,9 ani în mediul urban și de 27,3 ani în mediul rural
- În București există cea mai ridicată vârstă a populației aflate la prima căsătorie: 34,4 ani la bărbați și 31,4 ani la femei
- În Maramureș există cea mai scăzută vârstă a bărbaților aflați la prima căsătorie, de 30,5 ani, în timp ce femeile din Bistrița- Năsăud au cea mai redusă vârstă la prima căsătorie – 26,9 ani
- În mediul urban, bărbații din Cluj au cea mai mare vârstă la prima căsătorie – 34,5 ani, pe când cei din mediul urban din Sălaj se căsătoresc la o vârstă de numai 30,6 ani
- Tot raportat la orașe, femeile din Cluj au cea mai ridicată vârstă la prima căsătorie – 31,7 ani, iar cea mai scăzută vârstă la prima căsătorie în rândul femeilor de la oraș este în Bistrița-Năsăud, de 26,9 ani.